# エンヤ KODOMO忍法帖
『エンヤ KODOMO忍法帖』（エンヤ こどもにんぽうちょう）は森下裕美による4コマ漫画作品。

## 概要
『週刊少年サンデー』（小学館）にて1995年21・22号から途中1997年24号から45号の間に休載を挟み、1998年20号まで連載された4コマ漫画。単行本は全４巻。少年サンデーコミックス スペシャル版より出ている。森下の連載作品で週刊少年誌に連載されたのは『週刊少年ジャンプ』（集英社）にて連載された「JUN」とこの作品だけである。
化けダヌキの子供、エンヤが父と一緒に変化の術を練習している際、人間の子供に化けていた所に伊賀忍者のくの一、かがり、いさり、あかりの3人に村の子供たちと一緒に拉致されてしまう所から話が始まる。
タヌキであることが発覚したら食べられてしまうという状況の中、エンヤはかがりたちの下で忍者の修行をする羽目になる。保護者である3人のくの一や仲間であるKODOMO忍者の面々、伊賀忍者百地三太夫のドラ息子の百地百太郎や化けギツネの子供ジローなどといった一癖も二癖もある面々との日常を描いた作品だったが、休載を挟んだ後からエンヤ、ジロー、河童の3人での果心居士の元に行く冒険の話へと移行している。

## 登場人物

### 主人公
エンヤ
父親と一緒に山で暮らしていた化けダヌキの子供。人間の子供に化けていた時にかがり達に拉致され、忍者の修業をする羽目になる。
基本的には真面目で素直で優しい性格だが、たまに住んでいる環境の所為か６歳の子供とは思えない毒づくところも（河童に１０代のロッカーのカリスマみたいなこと言ってるんじゃねえよ。と言ったりした。）
また、変身能力はそれなりだが、頬に髭が生えてしまい完全とは言いがたい。
誰が見ても太って不美人のまさよを見て「三人娘よりずっとキレイ」といったりして、美的感覚がずれている。変身能力がジローより低いのがコンプレックス。

### 伊賀の里の人々

#### エンヤの保護者と仲間

##### くの一
かがり
くの一3人娘のリーダー格。エンヤ達をさらった張本人。
真面目で優しく、良識的。それ故に悲惨な目に遭う事も多い。かなりネガティブ思考で隠蔽体質という一面も。
あかり
明るく強気なくの一。
意地っ張りでトラブルメーカーな面もあり、百太郎や先輩くの一などから目をつけられている。忍者でありながら太ってしまったことも。
いさり
男っぽい性格と言動の持ち主で、短筒の使い手。割と生真面目。戦闘時はリーダーをつとめる。

##### KODOMO忍者
信吉
エンヤ達と一緒にかがり達にさらわれた村の子供の一人。
三人娘に指導を受ける子供忍者は落ちこぼれ組と言われている。その中では賢い秀才だが、性格は非常に打算的でシビア。しかし時折優しい一面を見せることもある。
満児
食べることが何より大好きな肥満児だが、世渡り上手。毒物を使う事もある。
きよし
ヤンキー風の髪型でいかつい顔立ちの子供。
よくホームシックにかかり、母の名を呼ぶ。火が大好き。ちなみに母親はかなりの美人。
ユウ
落ちこぼれ組のくの一。
ひし餅口の、容姿はおりんより可愛いらしい。おっとりタイプの心優しい性格。
おりん
くの一で、ユウよりは勝気で、男勝りで腕っ節は男の子を縛り上げるほど強い。ユウとは仲良し。

#### 百地家

##### 百地家の人々
百地百太郎
伊賀の三忍、百地三太夫の跡取り息子。
わがままで嫌味、悪趣味で肥満体質である為に人望は無いに等しい。18歳だがとてもそうは見えない。カマ言葉だが、同性愛者ではないが女にもシビア。
まさよ
エンヤたちの養成所に料理番として派遣されている肥満の中年女性のくの一。
しかしその実態は他の養成所の優秀なKODOMO忍者をヘッドハンティングする為に派遣されたスパイ。大阪のおばちゃんタイプ。
鶴八
かつての百太郎の同級生だが、老け顔はそれ以上で中年男にしか見えない。
ムチを使いこなしたり催眠術をしたりなど、それなりに腕は立つが性格や素行に著しく問題があり、伊賀の里を追放されて盗賊の親玉に身を落とした。その後色々あって百太郎の所の客分になる。この風貌で女性にはかなりもてるが、やはり性格からして敵を増やす事が多い（かつての同級生のくの一に襲撃されたり、毒を盛られた事もある）。
松風
百太郎が飼っている巨大なカエル。かなりの人気者。
高い知能を有し、冬でも活動をする。百太郎を一途に思っているが、百太郎からはいつも、こき使われて大切に扱われない。時々百太郎に反抗することも。
百地三太夫
百太郎の父。百地家の当主。
息子同様肥満体質でカマ言葉だが、ごく稀に言葉を荒らげることもある。雰囲気はやわらかいが、けっこう理不尽なところもある。
チエコ先生
百太郎や鶴八が子どもの頃に教わった女教師。教師としては厳しく過激。
だらけていたかがり達の先生として招聘。エステなど若作りで美人になっているが、年齢は誤魔化せない部分がある。

##### 百地家のKODOMO忍者
ジロー
いつも石を手に持っている化けギツネの子ども。元は名が無く石持ちキツネと呼ばれていたが、ふとした事で百地家のエリート組　KODOMO忍者に加入する羽目になり、百太郎に適当に名をつけられたのがこの名前。
初期の頃はいきなり相手に襲い掛かったり、自己中心的で手段を選ばない所など性格に非常に問題があったが、それを残忍な子供忍者を探していた百太郎に買われて百太郎が直接指導している、エリート子供組に。
後半では最初嫌がっていた百太郎を慕うように。あと、初期の頃馬鹿にしていた女性や子供に対して、逆に同情するようになったり、子犬が死ぬのを見るのは忍びないと言ったりして、かなり優しい性格に変貌する。
変身能力はエンヤより上、顔立ちにキツネっぽい癖が残っている。
金蔵
百太郎が直接指導しているエリート子供忍者のリーダーの少年。（エンヤたち、くの一三人娘の指導を受けている忍者は落ちこぼれ組と称されている）エリート組の忍者はこの金蔵を筆頭に顔も性格も良いのが多いが、時々その優等生ぶりがかえって鼻につくことも。
銀平
エリート組のナンバー２。金蔵同様。顔も性格も良い。
蝶子
エリート組のくの一のリーダー格。
エリート男子同様、顔立ちは可愛いが、性格は金蔵や銀平ほどよくない。理由はくの一は人数が少ないため、男子が取り合いするためわがままになるらしい。
初期の頃はエリートくの一は強さより色気を武器にしていたが、落ちこぼれ男子組からいじめられてもやり返せなかったため、おりんに頼ったため、おりんの影響で　後半では強くなる。

#### その他の伊賀の人々
海女（みめ）
伊賀の国の近隣の海辺に住む海女の少女。
海の生き物を自在に操ることが出来る。
服部半蔵
伊賀の国の三忍のひとり。徳川家康に仕えている。関西弁を話すひょうきんで気さくな雰囲気の持ち主だが、超一流の忍者らしく食わせ者で非情な一面を持つ。
藤林長門

セールスレディー
伊賀の国近隣で怪しい物から実用的なものまで色々なものを行商している若いくの一。
南蛮渡来のものを売る際にはシスターの格好をしている。
ビンボー少女
百太郎の結婚相手を決める大会に参加した若いくの一。
接ぎだらけの着物を着ており、色気より食い気の貧乏生活をしていると見受けられるが、忍者としては意外と優秀。

#### うぐいす城の人々
ルリ姫
うぐいす城の姫君で、百太郎の仕事のお得意様。
かなりの美人だが残酷で突飛な性格で男を観る目がなく、変な男といつもお見合いをしては妹・チヨリの所為で失敗ばかり。唯一怖いのは母親（本編未登場）。
チヨリ姫
ルリ姫の妹。
いつも姉の見合いの邪魔をしては壮絶な姉妹喧嘩をしている間柄。見合いの邪魔をする理由は「姉上は変な男ばかり好きになる」からだそう。毒薬と爆薬が大好きな、自他認める変わり者。

##### 動物達
エンヤの父
自堕落でいい加減に見えて賢くしたたかに世の中を生きている化けダヌキ。人間に変身する姿は大抵がハゲ頭の中年男性。
しかし変身技術は完璧と言っても良く、美女から非生物まで何でも化けられる。意外にも面倒見がよく、優しい一面もある。
イズナ
化けイタチの少女。クリスマスのディナーにされる所をエンヤとジローに助けられる。
非常に調子に乗りやすく厚かましい性格だが、家族想いの一面もある。変身能力は一応有してはいるが、特定の人間の少女の姿以外には変身不可能であることから、そんなに高くは無い。

### 他国の人々

#### 柳生の里
柳生石舟斎
伊賀の隣の大和の国に住む剣豪。
伊賀の里に客人として招かれたりもする。かなりの達人だと思われるが、ジローの闇討に敗れたりなど今ひとつ冴えない。

#### 甲賀の里
綱手姫
甲賀の里の実力者である若い女性。
一人の忍者としてはかなりの達人であり変化の術を使えるのだが、蛞蝓（作者、森下裕美の他の作品に出てくるナメクジのキャラクターの姿）にしかなれないので秘密にしたがっている。またナメクジと言う単語は禁句。
甲賀のKODOMO忍者たち
綱手姫の所のKODOMO忍者。
花見の席を巡ってエンヤ達と対立する。食生活はエンヤ達よりはかなり良い。

### 果心居士編
果心居士
山奥に住む伝説の忍びであり幻術の達人。
かなりの老齢だが性格、口調、食べ物の好みまでお子様風。エンヤ、ジロー、河童を弟子にとり幻術、幽体離脱の術などひととおりの術を授ける。
最終回は織田信長の伊賀攻めから伊賀の里の面々を救う大役を果たす。
河童
綱手姫との修行を終えて伊賀に帰るエンヤとジローが出会った河童の子ども。
一生懸命だがどん臭く屈折したネガティブ思考。周囲からかなりいじめられていた。果心居士の下での修行の後は幻術をマスターした河童として河童の里では英雄扱いされている（しかし相変わらず外ではいじめられている）。
作者のほかの作品にもこの河童のキャラは登場しており、スター・システムでの起用だと思われる。